# Marie Kalašová
Marie Kalašová v Geburts Buch Maria Zdenka Arthur (26. listopad 1854, Horní Beřkovice – 17. únor 1937, Praha) byla česká spisovatelka a překladatelka z francouzštiny a italštiny.

## Život
Některé zdroje uvádějí chybný rok narození. Narodila se v rodině MUDr. Martina Kalaše (1814) a jeho ženy Marie Amálie, rozené Bernardové (1825–1894), v domě čp. 22 v Horních Beřkovicích. Dr. Kalaš byl osobním lékařem hrabat Desfours-Walderode na tomto panství. Marie měla čtyři sestry a bratra, který zemřel v dětském věku. Z jejích sester jsou známé zpěvačka Klementina Kalašová (1850–1889) a akademická malířka Zdenka Kalašová (1857–1924). Rodina se přestěhovala do Roudnice nad Labem, kde Marie navštěvovala školu. Spolu se sestrami se věnovala hudbě, kreslení a poezii. Marie byla jednou z prvních žaček Vyšší dívčí školy.
Když v Bahii v Brazílii zemřela sestra Klementina, žily sestry Marie a Zdenka střídavě v Itálii a ve Vídni. Po manželově smrti roku 1893 se matka s dcerami Marií a Zdenkou přestěhovala na Smíchov, ale hned následující rok zemřela. Od roku 1906 žily sestry v Praze na Hradčanech v domě U kamenného sloupu (též nazývaného Luna Sol) na Úvoze čp. 160-IV, který zakoupily. Dům se stal místem, kde se setkávali známí čeští spisovatelé. Tento dům později Marie Kalašová odkázala České akademii věd a umění.
Mezi její přátele patřili Josef Václav Sládek, Jaroslav Vrchlický, Jakub Deml, Julius Zeyer či Jiří Karásek ze Lvovic. Osobně se znala s Romainem Rollandem, Mauricem Maeterlinckem a dalšími francouzskými a italskými spisovateli, se kterými se seznámila za svých pobytů v Itálii a Francii. Stýkala se i s osobnostmi nastupujících generací jako byli Jiří Karásek ze Lvovic, Otokar Březina či Oskar Theer.
Po smrti své matky zůstala Marie Kalašová sama se sestrou Zdeňkou a trpěla melancholií a pocitem bezmoci. Jediné potěšení jí přinášelo cestování, ovšem když ji v roce 1924 nadobro opustila i sestra Zdeňka, zůstávala už jen v Praze. Uzavřela se do sebe, přerušila veškeré společenské styky a setkávala se pouze s hrstkou nejbližších přátel. Marie Kalašová zemřela v osamění dne 17. února 1937 v Praze.

## Dílo
Ovládala několik světových jazyků, vedle němčiny také italštinu, francouzštinu a ruštinu. Ve své době patřila k našim nejvýznamnějším českým překladatelům. Napsala významnou antologii z díla Julia Zeyera Myšlenky ze spisů básníkových (1902). Cenná je také její korespondence s Jaroslavem Vrchlickým a Juliem Zeyerem. Vlastní literární tvorbu reprezentují zejména přednášky, úvody a úvahy, ve kterých se zabývá překládanými autory.

### Překlady z francouzštiny
- Aglavena a Selysetta – M. Maeterlinck; autorizovaný překlad. Praha: Vzdělávací bibliotéka
- Princezna Maleina: drama o pěti dějstvích – M. Maeterlinck; autorizovaný překlad. Praha: J. Otto, 1894
- Tři básně dramatické [Vetřelkyně; Slepci; Vnitro] – M. Maeterlinck. Praha: J. Otto, 1896
- Pelléas a Melisanda: hra – M. Maeterlinck. Praha: J. Otto, 1899
- Chatterton: drama o třech dějstvích – Alfred de Vigny. Praha: J. Otto, 1900
- Moderní lyrika francouzská (1860–1902); Dvě loutková dramata (Přív.) – vybral a přeložil Emanuel z Lešehradu, Maurice Maeterlinck; přeložila Marie Kalašová. Praha: J. Otto, 1902
- Monna Vanna: hra o třech jednáních: [hráno na divadle d’Oeuvre 17. května 1902] – M. Praha: J. Otto, 1903
- Sestra Beatrice: zázrak o třech dějstvích – M. Maeterlinck. Praha: Moderní revue, 1903
- Poklad pokorných – M. Maeterlinck; se svolením spisovatele; s podobiznou autorovou od Maxe Švabinského. Stará Říše: Josef Florian, 1906
- Kruté povídky – Auguste Villiers de l'Isle Adam; vybrala a přeložila. Praha: Kamilla Neumannová, 1906
- Dvě loutková dramata – M. Maeterlinck. Praha: J. Otto, 1908
- Modrý pták: báchorka o pěti dějstvích a deseti obrazech – M. Maeterlinck; se svolením autorovým; s dřevorytem Františka Bílka. Praha: Alois Hynek, 1911
- Smyšlené životy – Marcel Schwob; přeložila spolu s Josefem Markem. Praha: K. Neumannová, 1911
- Život včel – M. Maeterlinck; se svolením autorovým. Praha: J. Otto, 1914
- Život Michela Angela – R. Rolland; se svolením autorovým. Praha: Bedřich Kočí, 1917
- Život Beethovenův – R. Rolland. Praha: B. Kočí, 1922
- Život L. N. Tolstého – R. Rolland. Praha: B. Kočí, 1922
- Stilmondský starosta: drama o třech dějstvích – M. Maeterlinck. Praha: B. M. Klika, 1926
- Dvojitá zahrada – M. Maeterlinck. Praha: Alois Srdce, 1928

### Překlady z italštiny
- Bílé růže: črta o 1 jednání – Felice Cavallotti. Praha: František Šimáček, 1888
- Nazítří: teta Severina – Neera [vlastním jménem Anna Zuccari]. Praha: F. Šimáček, 1894
- Sedlák kavalír a jiné novely – Giovanni Verga; z vlaštiny. Praha: F. Šimáček, 1894
- Osamělá duše – Neera. Praha: Jan Otto, 1898
- Rozjímání – Maria Baciocchi dei Turco. Praha: Josef Pelcl, 1911

### Jiné
- Julius Zeyer: myšlenky – Julius Zeyer; vybrala ze spisů básníkových; s podobiznou dle perokresby M. Švabinského. Praha: F. Šimáček, 1902
- Ve stínu Orfea: Julius Zeyer a rodina Kalašových v dopisech – [k vydání připravil Jaroslav Zikmund, revidoval, překlady a poznámkami opatřil J. Š. Kvapil, dřevoryty F. Kobliha; M. Kalašová, Klementina Kalašová]. Praha: Bohuslav Rupp, 1949